# Quận Baldwin, Georgia
Quận Baldwin là một quận trong tiểu bang Georgia, Hoa Kỳ. Quận lỵ đóng ở thành phố Milledgeville 6. Theo điều tra dân số năm 2000 của Cục điều tra dân số Hoa Kỳ, quận có dân số 45275 người 2.